# Артоболевская, Анна Даниловна
Анна Даниловна Артоболевская  (1905—1988) — советская пианистка, преподаватель МГК им. Чайковского, преподаватель ЦМШ, одна из ключевых фигур методики образования советской фортепианной школы, заслуженный учитель РСФСР.

## Биография
Девичья фамилия — Карпека.
Муж — учёный-зоолог, вокалист, мастер художественного слова,писатель Георгий Владимирович Артоболевский (1898—1943), сын профессора В. М. Артоболевского.
Родилась в Киеве 4 октября 1905 года.
В 1924 году окончила Киевскую (класс В. В. Пухальского), в 1930 году — Ленинградскую (класс М. В. Юдиной) консерватории. В 1930-е годы преподавала игру на фортепиано в ленинградских музыкальных школах и выступала с сольными концертами. В 1944—1953 годах преподавала на военном факультете при Московской консерватории (ныне Военный институт военных дирижёров Военного университета Минобороны РФ), а также в музыкальной школе-десятилетке имени Гнесиных. С 1944 года преподавала в Центральной музыкальной школе при Московской консерватории.
Среди учеников Артоболевской — Алексей Любимов, Алексей Наседкин, Алексей Головин, Владимир Овчинников, Юрий Розум, Евгений Королёв, композитор Сергей Слонимский, Любовь Тимофеева, Юрий Богданов, Татьяна Федькина, Валерий Пясецкий, Вадим Руденко.
Известна как автор множества работ по методике обучения.
Умерла 2 мая 1988 года в Москве. Похоронена на Ваганьковском кладбище.

## Память
В 1999 году создан Музыкальный фонд имени Артоболевской (учредитель и президент А. А. Наседкин, вице-президент Ю. А. Богданов), и учреждён один из престижных в России конкурс юных пианистов имени Артоболевской.
Московской ДМШ № 43 присвоено имя Артоболевской (1993).
Её учебное пособие «Первая встреча с музыкой» переиздавалось 6 раз.

## Известные публикации
- «Первая встреча с музыкой». Москва, 1985.
- «Дети и музыка. Малыши и музы». Москва, 1972.
- «Мария Вениаминовна Юдина. Статьи. Воспоминания. Материалы». Москва, 1979.
- «Ваши дети, вы и музыка. Диалоги о воспитании». Москва, 1979.
- Анна Даниловна Артоболевская. Дневники. Воспоминания. Проза. М., «Ваш формат», 2017.
- Анна Даниловна Артоболевская. Воспоминания. Статьи. Труды. Письма. М., Центральная музыкальная школа, 2015.